# Fronteira Arábia Saudita–Iraque
A fronteira entre Arábia Saudita e Iraque é a linha que limita os territórios de Arábia Saudita e Iraque.
De 1922 a 1991, uma zona neutral, denominada Zona Neutral Saudita-Iraquiana, com 7.044 km² foi estabelecida entre a Arábia Saudita e o Iraque, onde a fronteira entre esses dois países não estava claramente definida. Deixou de existir como resultado da Guerra do Golfo em 1991.
Uma barreira foi construída em setembro de 2014 sobre a fronteira, constituída por uma linha dupla de arame farpado, e equipada com câmeras térmicas e detectores de movimento. O custo foi de 850 milhões de dólares por uma extensão de 700 km.
O posto de fronteira de Souif sofreu um ataque jihadista em 5 de janeiro de 2015, que matou três soldados sauditas.